# Metal Gear Solid: The Twin Snakes
Metal Gear Solid: The Twin Snakes (メタルギアソリッド ザ・ツインスネークス?, Metaru Gia Soriddo: Za Tsuin Sunēkusu) è un videogioco stealth sviluppato da Silicon Knights e Konami per GameCube e pubblicato nel marzo 2004. È un remake accresciuto del campione d'incassi Metal Gear Solid del 1998 per PlayStation, il terzo gioco sul canone della serie Metal Gear.

## Modalità di gioco
In The Twin Snakes vengono modificate la grafica e il gameplay dell'originale Metal Gear Solid, inserendo elementi da Metal Gear Solid 2: Sons of Liberty, tra cui visuali di mira in prima persona e la funzionalità di sospensione. Sono state mantenute tutte le aree del gioco originale, così come i nemici. È stata anche migliorata l'intelligenza artificiale del gioco e ora le guardie nemiche cooperano in modo intelligente fra di loro alla ricerca di Snake. Per contro alcuni aspetti dell'originale PS1 sono stati mantenuti quasi inalterati (i personaggi nelle conversazioni via codec).
Tutti i filmati sono stati rifatti, sotto la direzione di Kitamura. L'intera colonna sonora è stata sostituita ad eccezione di The Best is Yet to Come e di un remix del Main Theme nella fase di allerta.
Le principali differenze nella meccanica del gioco:
- La modalità Boss Survival è stata aggiunta nelle modalità speciali (originariamente introdotta in Metal Gear Solid 2).
- La difficoltà Very Easy è stata aggiunta.
- Non sono state incluse le Missioni VR. In un'intervista[senza fonte], Dennis Dyack ha commentato che le Missioni VR dovevano essere incluse, ma hanno preferito alla fine concentrarsi sulla rifinitura del gioco principale.
- Molti elementi ambientali da Metal Gear Solid 2 sono stati introdotti nel remake, come armadietti, estintori, e altri. Inoltre, molti oggetti sullo sfondo possono essere distrutti o rotti, come gli specchi. Snake può nascondersi negli armadietti, o nasconderci dei corpi.
- Sono state aggiunte la M9 e il PSG1-T, come pure la barra della Stamina, che permette di sconfiggere alcuni boss addormentandoli.
- Il giocatore può ora "trattenere il respiro" in aree dove non è possibile respirare.

## Sviluppo
The Twin Snakes fu annunciato nel 2003 da Nintendo of America, che confermò che gli sviluppatori Silicon Knights stavano lavorando a un remake di Metal Gear Solid sotto la guida di due sviluppatori d'eccezione: Hideo Kojima e Shigeru Miyamoto.
Il gioco fu prodotto quasi interamente da Silicon Knights, solo i video "cutscene" furono sviluppati da Konami e diretti dal famoso regista giapponese Ryūhei Kitamura, riflettendo il suo stile, quello di utilizzare la tecnica del bullet time già apprezzata nella trilogia di Matrix.

## Pubblicazione
The Twin Snakes fu pubblicato in Nord America il 9 marzo del 2004. La versione europea uscì qualche settimana dopo e la copertina presentava un artwork raffigurante i "gemelli" Liquid e Solid Snake realizzato per l'occasione.
In Giappone il gioco uscì l'11 marzo 2004 anche nella speciale versione premium. La versione premium includeva una copia del gioco, uno speciale GameCube grigio col logo FOX-HOUND, un libro di 44 pagine contenente foto, schizzi e artwork e un "Disco Speciale" contenente la versione originale di Metal Gear per NES e un trailer dello stesso The Twin Snakes.

## Doppiaggio
Il doppiaggio fu rifatto da zero, con la maggior parte del cast originale tornato per l'occasione, con unica eccezione l'attore che prestava la voce a Gray Fox. Nel gioco per PlayStation, Gray Fox e Donald Anderson erano entrambi doppiati da Greg Eagles. Nel remake, Eagles riprende il ruolo di Anderson, ma il ruolo di Gray Fox venne dato a Rob Paulsen. Il gioco non venne doppiato in Giappone, infatti la versione giapponese del gioco utilizza lo stesso doppiaggio delle versioni nord americana ed europea.

### Cast
| Doppiatore                                                               | Pseudonimo        | Personaggio                                       |
| ------------------------------------------------------------------------ | ----------------- | ------------------------------------------------- |
| David Hayter                                                             | Sean Barker*      | Solid Snake                                       |
| Cam Clarke                                                               | James Flinders    | Liquid Snake / Master Miller                      |
| Debi Mae West                                                            | Mae Zadler        | Meryl Silverburgh                                 |
| Paul Eiding                                                              | Paul Otis         | Roy Campbell                                      |
| Jennifer Hale                                                            | Carren Learning   | Naomi Hunter                                      |
| Kim Mai Guest                                                            | Kim Nguyen        | Mei Ling                                          |
| Renee Raudman                                                            | Renne Collette    | Nastasha Romanenko                                |
| Christopher Randolph                                                     | Christopher Fritz | Hal Emmerich                                      |
| Rob Paulsen                                                              | No                | Ninja                                             |
| Patric Zimmerman                                                         | Patric Laine      | Revolver Ocelot                                   |
| Peter Lurie                                                              | Chuck Farley      | Vulcan Raven                                      |
| Doug Stone                                                               | no                | Psycho Mantis                                     |
| Tasia Valenza                                                            | Julie Monroe      | Sniper Wolf Computer Voice                        |
| Greg Eagles                                                              | George Byrd       | Donald Anderson                                   |
| Allan Lurie                                                              | Bert Stewart      | Kenneth Baker                                     |
| Wiliam Bassett                                                           | Frederick Bloggs  | Jim Houseman                                      |
| Dean Scofield                                                            | Dino Schofield    | Johnny Sasaki                                     |
| Granville Van Dusen Steven Blum Scott Menville Scott Bullock Scott Dolph | N/A               | Vari soldati del Corpo Speciale "Next Generation" |

## Accoglienza
| Testata                          | Giudizio |
| -------------------------------- | -------- |
| GameRankings (media al 1-2-2019) | 85%      |
| Metacritic (media al 1-2-2019)   | 85/100   |
| IGN                              | 8.5/10   |
| GameSpot                         | 8.2/10   |
| Eurogamer                        | 8/10     |
| Gaming Age                       | A        |
| Game Informer                    | 9.25/10  |

The Twin Snakes ha anch'esso ricevuto un 85% da GameRankings e un punteggio di 85 su 100 su Metacritic. IGN dona al gioco 8.5 su 10, lodando la sua grafica superiore e paragonando la presentazione a un film epico. GameSpot dà un 8.2 su 10, Eurogamer quota il gioco con un 8/10, e Gaming Age gli dà una A. Game Informer dona a The Twin Snakes un 9.25/10, citando il suo gameplay e grafica migliorati, e anche la sua rivisitazione fedele dell'originale storia di Metal Gear Solid.